# Nir Davidovich
Nir Davidovich, (ניר דוידוביץ' en hébreu), né le 17 décembre 1976 à Haïfa (Israël), est un footballeur israélien, qui a évolué au poste de gardien de but au Maccabi Haïfa et en équipe d'Israël.

## Carrière
Nir Davidovich a évolué de 1994 à 2013 sous le maillot du Maccabi Haïfa.

## Palmarès

### En équipe nationale
- 51 sélections avec l'équipe d'Israël de 1998 à 2010.

### Avec le Maccabi Haïfa
- Vainqueur du Championnat d'Israël de football en 2001, 2002, 2004, 2005, 2006, 2009 et 2011.
- Vainqueur de la Coupe d'Israël de football en 1995 et 1998.
- Vainqueur de la Toto Cup en 2003, 2006 et 2008.